# Aluísio Azevedo
Pour les articles homonymes, voir Azevedo.
Aluísio Tancredo Gonçalves de Azevedo (São Luís (Maranhão), 14 avril 1857 - Buenos Aires, 21 janvier 1913) était un romancier, caricaturiste, diplomate, écrivain et conteur brésilien. Au départ, écrivain romantique, il adhèrera plus tard au mouvement naturaliste. Il a écrit le premier roman naturaliste brésilien, O Mulato, en 1881. Il a été membre de l'Académie brésilienne des lettres de 1897 jusqu'à sa mort en 1913.

## Biographie
Azevedo est né à São Luís, de David Gonçalves Azevedo (vice-consul du Portugal au Brésil) et d'Emilia Amália Pinto de Magalhães. Il était le frère cadet du dramaturge Artur Azevedo.
Enfant, il voulait être voyageur de commerce mais, comme il aimait la peinture et le dessin, il ira à Rio de Janeiro en 1876 (où son frère Arthur vivait déjà), pour étudier à l’Escola Nacional de Belas Artes. Après ses études, il dessine des caricatures pour des journaux tels que O Figaro, O Mequetrefe, Zig-Zag et A Semana Ilustrada.
La mort de son père, en 1878, le fit revenir à São Luís, dans le but de s'occuper de sa famille. Il a ensuite amorcé sa carrière écrivain, publiant en 1880 un roman typiquement romantique, Uma Lágrima de Mulher. Il aide à la création d'un journal anticlérical nommé O Pensador, où il a écrit des articles abolitionnistes. En 1881, il publie le premier roman naturaliste brésilien : O Mulato, qui traite du racisme. Devenu célèbre en tant qu'écrivain, il put revenir à Rio.
Il écrira sans cesse au cours de la période de 1882 à 1895. Au cours de cette période il écrit des romans aussi célèbre que Casa de Pensão (1884) et O Cortiço (1890) et de nombreuses autres œuvres écrites en partenariat avec son frère ou avec Émile Rouède.
En 1895, avec la chute de l'Empire, il est devenu diplomate. Il a été ambassadeur en Espagne, au Japon, en Angleterre, en Italie et en Argentine, où il mourut. 

## Œuvres

### Nouvelles
- Uma Lágrima de Mulher (pt) (1880)
- O Mulato (pt) (1881)
- Mistérios da Tijuca, ou Girândola de Amores (pt) (1882)
- Memórias de um Condenado, ou A Condessa Vésper (pt) (1882)
- Casa de Pensão (pt) (1884)
- Filomena Borges (pt) (1884)
- O Homem (pt) (1887)
- O Cortiço (pt) (1890) (en français Botafogo)
- O Coruja (pt) (1890)
- A Mortalha de Alzira (pt) (1894)
- O Livro de uma Sogra (pt) (1895)

### Pièces de théâtre
- Os Doidos (1879)
- Flor-de-lis (1882)
- Casa de Orates (1882)
- O Caboclo (1886)
- Fritzmack (1889 — en partenariat avec Artur Azevedo)
- A República (1890)
- O Adultério (1891)
- Em Flagrante (1891)

### Divers
- O Japão (pt) (chroniques — 1894)
- Demônios (pt) (histoires courtes — 1895)

- (en) Cet article est partiellement ou en totalité issu de l’article de Wikipédia en anglais intitulé « Aluísio Azevedo » (voir la liste des auteurs).